# MUDDY
『MUDDY』（マディ）は、藍本松による日本の漫画作品。

## あらすじ
キメラ研究所を追い出されて放浪していたキメラ学者のクレイは、立ち寄った古びた研究所で、キメラ人間の製造に偶然成功する。クレイは、見た目は子供のようなそのキメラ人間に「マディ」と名付ける。
クレイはマディと生活を送るにつれ、マディが生まれたばかりでまだ何も物事を知らないこと、そして教えればその知識を吸収することに気付く。そこでマディの生みの親として様々な経験をさせねばと思い立ったクレイは、マディに人間らしい生活を教えるため、彼と共に旅に出ることになる。

## 用語
キメラ
2つの異なる生物を合成して、新たに製造された生物を「キメラ」と呼んでいる。
キメラ学者
キメラの研究をしている人間。研究員の証であるバッジをつけている。

## 登場人物

### 主要人物
マディ
本作品の主人公。土を主食とする「キメラ人間」と呼ばれる人造人間である。クレイはマディのことを「息子」と称している。どこでも勝手に土を食べるため、クレイに注意されている。身体が泥で構成されており、泥を食べることで身体の体積を大きくすることができる。また、身体を構成する泥が存在する限り、身体の一部が千切れても再生する。体内の構造を変えることで、女性の身体になったり身長を伸ばしたりできる。生まれて間もないので知能は低く、何にでも興味を示す。深夜アニメが好きで定刻通りに鑑賞する。好きなキャラクターは電車の「アンダーソン」である。
最終話でクレイに変装してスズの研究所を訪れている。なお、この際にクレイのゴーグルを拝借しており、それでもふらついたりしていなかった。
クレイ
元学者の男性。特徴的なゴーグル型眼鏡をかけていて、それが無いと外を歩けないほど視力が弱い。他人に流されやすく、独り言が多い。14歳で博士号を取得したため、当時は「天才少年」としてその名を知られた。しかし、キメラ研究所に配属されてからは実績も上げることができずに解雇された。放浪生活の中で、偶然からキメラ人間・マディを製造する。世間のことについて何も知らないマディを見て、マディ自身の旅についていくことを決意する。
ルビイ
コランダムの妹でキメラ学者。コランダムの指令でマディに発信機入りの飴玉を使って拉致しようとするが、発信機入りの飴玉を食べてしまったクレイをマディと勘違いする。後にマディの護衛になることをコランダムに宣言する。強硬な手段に出ることもあるが、一方ではトイレで用を足していたクレイに鉢合わせして赤面したり、マディが子供のような外見だったため、拉致するのは酷だとして断念するなどの一面も持つ。コランダムが発明したあらゆる形状に変化できる形状記憶フェレット「紅鼬（こうゆう）」と、高速で移動できる乗り物「陽炎」を所持している。

### その他
スズ
キメラ研究者の女性。知性のある植物キメラの研究をしており、クレイのことを聞いて純粋に自分の研究を認めてもらおうと思っている。独り暮らしをしており、家の中は植物で埋め尽くされている。マディと仲良くなり、彼に人間生活をある程度教えた。
サンドロ
クレイの弟。大学に通いながらジャスパー邸で警備員のアルバイトをしている。キメラ学者を目指している。天才と呼ばれたクレイに嫉妬しているらしく、何かと文句をつける。世間のことについてはクレイより物知りである。後にキメラ研究者の研修生となる。
コランダム
ジャスパーの部下でキメラ学者。マディは「コランだむ」と呼ぶ。ジャスパーの命令で「女狩り」を実行し、これまでに2456人の女性を拉致した。ジャスパーにはあくまで研究のために協力しているだけで忠誠心はない。キメラ人間であるマディに興味を示す。発信機を仕込んだ飴玉をマディに与えた。潔癖症で、目的のためなら手段を選ばない性格をしている。地位や名声には興味はなく、ただ優れたキメラを造ることだけに専念している。
サフィール
コランダムの部下。冷静な性格の女性で、ルビイのことを見下している。コランダムの隠れ蓑となっており、彼に代わってその名を馳せている。クレイの研究所にも講演に来たことがある。
クガネ
クレイがしばらく定住した村の富豪。多数のキメラを飼っている。息子のコガネと共にマディを強奪しようとするが、泥を食べて巨大化したマディに恐れをなして逃走する。
コガネ
クガネの息子。マディが土を食べるところを目撃し、彼がキメラ人間であることを見破る。彼欲しさにマディをクレイから奪うために、複数のキメラを研究所にけしかけた。最終話では和解したのか、父と共にクレイの研究所を訪ねていた。
ハリ
キヨネの街に住む少年。金目当てに女装する男達とは違い、妹を助けるためにジャスパーの「女狩り」に紛れ込もうと女装していたが、マディにばれた。服屋の息子。
ルリ
ハリの妹。コランダムの血液検査で陽性反応を示したため、監禁されている。キメラ人間の製作のため、体内の血を抜かれて衰弱していたが、解放されてその後は自宅で療養している。
ジャスパー
金で成りあがった権力者。ダイヤモンドのような眼鏡をかけており、ミドリという太った猫を飼っている。「女狩り」と称してキヨネに住む女性を攫っては金を持たせて帰していた。それは自分の猫と合成することが可能な人間を探すためだった。

### キメラ
マジュ
サボテンとイヌのキメラ。スズが造った知性ある植物キメラの第1号。照れ屋らしいが、恥ずかしがると溶解液を吐きだすので危険である。スズの強力栄養剤で活性化して暴れたが、マディが栄養剤を取り出したおかげでかなり小さくなった。
ミドリ
ジャスパーの飼っている太った猫。彼女の血とルリの血とを合成してキメラ人間を造ろうとしたが失敗し、上半身が猫で下半身が人間という不完全な形になり、コランダムの手の中で崩れ落ちた。ジャスパーのイメージでは猫耳少女になる予定だった。
アダマス
コランダムが造ったキメラ兵士のサンプル。身軽な体と高い筋力を持つ。知能は低く、主人であるコランダムに襲いかかることもある。コランダムの命令でマディ捕獲に向かう。コランダムが所持している制御スプレーを破壊し、敵味方関係なく暴れまわったが、最後はクレイの策略で間欠泉の熱湯を浴びて細胞を直接焼かれた。
ドラゴン
鳥とコウモリのキメラ。キメラ研究所B棟のフローが製造した。
ペガサス
ウマとチョウのキメラ。クガネの屋敷にいるキメラの一匹である。
鉄皮猫（スチールキャット）
ネコと鉄のキメラ。クガネの屋敷にいるキメラの一匹である。希少種であるらしく、クレイも見たことがなかった。
ミルクワーム
牛乳と芋虫のキメラ。体液がミルクで甘い。スズはコーヒーのミルクに利用しているようだが、潰さなければならないためかなりグロテスクである。

## 読み切り版
連載版に先立ち、『ジャンプ the REVOLUTION!』2006と『週刊少年ジャンプ』2007年36・37合併号に2本の読切りが掲載された。連載版の原型となっている。

### 『ジャンプ the REVOLUTION!』版
単行本2巻に収録されている。クレイはマディを誕生させる以前に通販の人工生命体を用いたマヨネーズ合成人間を創ろうとして失敗している。そして4年ほど前に通販の人工生命体を用いて人造人間を製造し、マディと名付ける。その後、誕生したマディが家の土を食い荒らしたことで家を追い出されている。クレイはマディの保護者となって世界中を放浪しながら、マディを製造した時のことを思い出すためにマディの生活を観察し、記録している。

### 『週刊少年ジャンプ』2007年36・37合併号
第3回金未来杯エントリー作品として掲載された。単行本1巻に収録されている。クレイは何年か前に通販の人工生命体と腐葉土・牛乳・ほうれん草・足の爪などからマディを製造しているが、マディの材料に関して、記録したもの以外の材料をすべて忘れている。ほかの研究員にマディを横取りされることを恐れて世界中を放浪し、マディの行動を記録することで残りの材料を思い出そうとしている。クレイはキメラ人間の発明者として高く知れ渡っている。マディは記憶力が悪く、クレイの言いつけもすぐに忘れている。

## 書誌情報
1. 『クレイとマディ』 ISBN 978-4-08-874536-7
2. 『ルビイ登場』 ISBN 978-4-08-874547-3